# Pictures of You
"Pictures of You" é uma canção da banda britânica The Cure. Foi lançada em 19 de março de 1990 pela Fiction Records como o quarto e último single do oitavo álbum de estúdio do grupo, Disintegration (1989). O single chegou à posição 24 na parada de singles do Reino Unido.
Em 2011, a canção foi elencada na posição 283 na lista das 500 melhores canções de todos os tempos da revista Rolling Stone.

## Posição nas paradas musicais
| Parada (1990)                                  | Melhor posição |
| ---------------------------------------------- | -------------- |
| Austrália (ARIA)                               | 89             |
| Europa (Eurochart Hot 100)                     | 51             |
| Alemanha (Offizielle Deutsche Charts)          | 18             |
| Irlanda (IRMA)                                 | 9              |
| Países Baixos (Single Top 100)                 | 77             |
| Reino Unido (UK Singles Chart)                 | 24             |
| Estados Unidos (Billboard Hot 100)             | 71             |
| Estados Unidos (Billboard Alternative Airplay) | 19             |

## Certificações
| Região            | Certificação | Vendas   |
| ----------------- | ------------ | -------- |
| Reino Unido (BPI) | Prata        | 200,000^ |
|                   |              |          |